# Robert Menzies
Sir Robert Gordon Menzies, (IPA: /ˈmɛnziːz/ vagy /ˈmɪŋɪs/; Jeparit, Victoria, 1894. december 20. – Melbourne, 1978. május 15.) ausztrál politikus, Ausztrália 12. miniszterelnöke volt, 1939-től 1941-ig, majd 1949-től 1966-ig. Központi szerepet játszott az Ausztrál Liberális Párt létrehozásában, meghatározva annak politikáját. Ő  volt Ausztrália leghosszabb ideig hivatalban lévő miniszterelnöke, összesen több mint 18 évig töltötte be ezt a pozíciót.
Menzies jogot tanult a Melbourne-i Egyetemen, és itt kezdte el ügyvédi pályáját. 1932 és 1934 között Victoria állam miniszterelnök-helyettese volt. Innen áthelyezték a szövetségi parlamentbe, majd Joseph Lyons kormányának iparügyi minisztere lett. 1939 áprilisában, Lyons halála után Menziest az Egyesült Ausztrália Pártja (UAP) vezetőjévé választották, nem sokkal később letette a miniszterelnöki esküt is. 1939 szeptemberében ratifikálta az Ausztrália második világháborúba való belépéséről szóló indítványt. 1941-ben négy hónapot töltött Angliában, hogy részt vegyen Churchill hadikabinetének ülésein. Amikor 1941 augusztusában visszatért Ausztráliába, Menzies megállapította, hogy elvesztette pártja támogatását, és ennek következtében lemondott miniszterelnöki tisztségéről. Ezt követően segített létrehozni az új Liberális Pártot, és 1945 augusztusában megválasztották annak ideiglenes vezetőjévé.
Az 1949-es szövetségi választásokon Menzies győzelemre vezette a Liberális–Ausztrál Országpárt koalíciót, és visszatért a miniszterelnöki poszthoz. 1955 után kormánya támogatást kapott a Munkáspárttól elszakadt Demokratikus Munkáspárttól is. Menzies második ciklusa alatt hét egymást követő választást nyert meg, végül 1966 januárjában vonult vissza a politikától. Első kormányának kudarcai ellenére Ausztrália fővárosának, Canberrának a fejlesztésére, a háború utáni kibővített bevándorlási programjára, a környező országokban és a Vietnámban történt, többnyire sikeres katonai intervencióira máig rengetegen emlékeznek.

## Fordítás
- Ez a szócikk részben vagy egészben  a   Robert Menzies című angol Wikipédia-szócikk ezen változatának fordításán alapul.  Az eredeti cikk szerkesztőit annak laptörténete sorolja fel. Ez a jelzés csupán a megfogalmazás eredetét és a szerzői jogokat jelzi, nem szolgál a cikkben szereplő információk forrásmegjelöléseként.